# 金福萬
金福萬（1947年7月6日—），是大韓民國的教育家，2010年7月1日起擔任蔚山廣域市敎育監。

## 生平
金福萬從漢陽大學工業工程學院出身，被視為保守派的教育人物。
2014年6月4日，金福萬在大韓民國第六屆敎育監選舉中以181,390票擊敗三名候選人金石基（韓語：김석기）、權五榮（韓語：권오영）及鄭讚謨（韓語：정찬모）連任蔚山廣域市敎育監。